# جووانی فالکونه (فیلم)
جووانی فالکونه (انگلیسی: Giovanni Falcone) فیلمی به کارگردانی جوزپه فررا محصول سال ۱۹۹۳ است. از بازیگران آن می‌توان به جانی موزی، میکله پلاچیدو و جانکارلو جانینی اشاره کرد.